# 521 Brixia
521 Brixia
521 Brixia là một tiểu hành tinh ở vành đai chính. Nó thuộc nhóm tiểu hành tinh Chloris
Tiểu hành tinh này do Raymond Smith Dugan phát hiện ngày 10.01.1904 ở Heidelberg, và được đặt theo tên tiếng Latinh của thành phố Brescia, (Ý), quê hương của Emilio Bianchi, người tính ra quỹ đạo của Brixia.